# Finlandizare

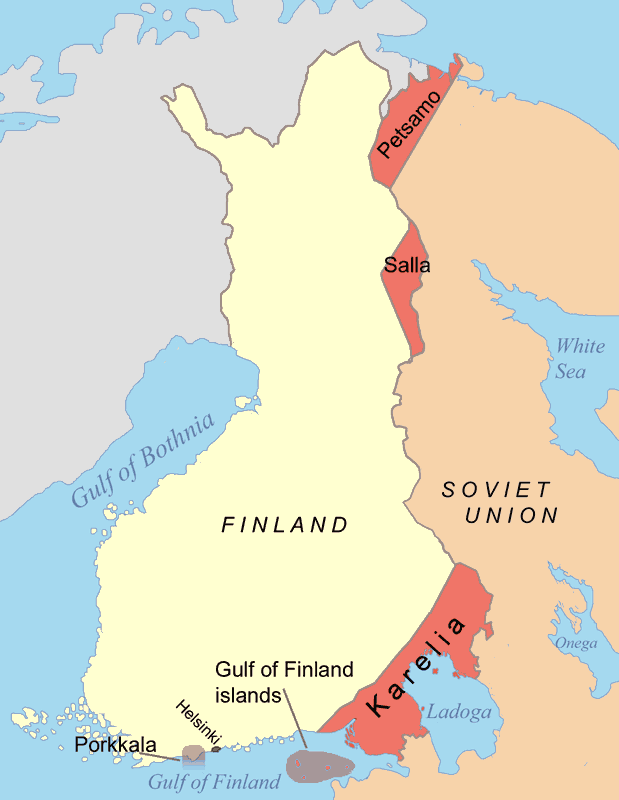
Teritorii finlandeze cedate Uniunii Sovietice în 1944

Finlandizare (finlandeză suomettuminen; suedeză finlandisering; estonă soometumine; germană Finnlandisierung; rusă финляндизация) este un termen geopolitic care se referă la procesul prin care o țară puternică face ca o țară vecină, și mult mai puțin puternică, să facă anumite concesii în a se opune politicii externe a vecinului puternic, pentru a își putea menține independența sa efectivă și propriul său sistem politic. Astfel, finlandizarea (din termenul german germană Finnlandisierung), însemnând „a deveni precum Finlanda,” se referea inițial la hegemonia exercitată de Uniunea Sovietică asupra Finlandei în timpul Războiului Rece. 
Ulterior, acest termen a fost generalizat la orice situație geopolitică similară, fiind considerat adesea peiorativ. Termenul își are originile în dezbaterile politice vest-germane din anii 1960 și anii 1970. Noțiunea a fost folosită în Republica Federală Germania și alte țări membre ale NATO, cu referire la transformarea într-o țară neutră și comportamentul unui stat care, deși își menține suveranitatea națională, este obligat în politica externă să acționeze în așa fel încât să nu deranjeze vecinul mult mai puternic.
Alte exemple de finlandizare, ale altor politici externe ale altor state, redenumite astfel după utilizarea inițială a termenului, pot fi considerate „îngăduința” politicii externe a Danemarcei față de Germania, între 1871 și 1945, respectiv a politicii externe a Elveției față de Germania celui de-Al Treilea Reich, între 1933 și 1945.

## Originea și utilizarea internațională
Termenul a fost utilizat în Germania în principal de apărătorii apropierii de Statele Unite, cel mai cunoscut exponent atlantist fiind Franz Josef Strauß (CSU). În dezbaterile științifice termenul a fost lansat de politologii Walter Hallstein (CDU) și Richard Löwenthal, care discutau efectele unei eventuale retrageri a trupelor SUA din Germania. Personalitățile politice din NATO au folosit termenul în discuțiile despre tentativele lui Willy Brandt (SPD) de normalizare a relațiilor RFG cu RDG, paralel cu Ostpolitik-ul inițiat de Sfântul Scaun. Mai târziu, după prăbușirea Uniunii Sovietice, termenul a fost folosit în Finlanda pentru a denumi politica de joc dublu din timpul președintelui Urho Kekkonen, care a negociat deopotrivă cu NATO și cu statele din Tratatul de la Varșovia.

## Atitudinea finlandeză
În Finlanda utilizarea de către străini a termenului „finlandizare” este percepută ca o critică nemeritată, dovadă a incapacității de a înțelege modalitățile practice prin care o națiune mică poate spera să se târguiască cu o superputere culturală, ideologică și/sau militară străină, fără a-și pierde suveranitatea. Finlanda a reușit să facă o înțelegere de asemenea natură cu guvernul sovietic stalinist la sfârșitul anilor 1940, înțelegere care a fost respectată de ambele părți, spre folosul ambelor părți, până la dezmembrarea Uniunii Sovietice din 1991. În vreme ce elita politică și intelectuală finlandeză consideră termenul ca referindu-se mai mult la problemele de politică externă ale altor țări, mulți finlandezi de rând îl consideră foarte jignitor. 

### Cadru istoric
Politica externă finlandeză, înainte de înțelegerea amintită mai sus, a fost foarte sinuoasă: 
- independența față de Imperiul Rus a fost obținută cu ajutorul Imperiului German, în 1917;
- Finlanda a participat la Războiul civil rus alături de Antanta, în 1918 – 1920;
- nu a ratificat alianța cu Polonia în 1922;
- s-a asociat cu țările democratice și neutre din Scandinavia în deceniul al patrulea al secolului al XX-lea, această asociere fiind întreruptă de războiul de iarnă din 1939;
- s-a aliat cu Germania Nazistă, care părea singura putere capabilă să protejeze țara împotriva expansionismului Uniunii Sovietice, ceea ce a dus la războiul în continuare din 1941.

Înfrângerea Wehrmachtului în bătălia de la Stalingrad a condus Finlanda la reîntoarcerea la tradițiile politice ale secolului al XIX-lea, care erau considerate încununate de succes până la rusificarea Finlandei din 1899 – 1905. Liderii finlandezi și-au dat seama că lupta împotriva Sovietelor nu mai era posibilă. Nici o supraputere nu era capabilă sau dornică să asigure sprijinul necesar în lupta împotriva URSS. Germania Nazistă, cel mai important aliat al finlandezilor împotriva rușilor, pierduse războiul, Suedia nu era suficient de puternică, conducătorii țării se temeau de o confruntare cu Rusia, iar țările occidentale erau în acel moment aliate cu Uniunea Sovietică. Finlanda trebuia să facă față relațiilor cu Uniunea Sovietică de una singură, fără să beneficieze de protecția unui aliat puternic. La fel ca în secolul al XIX-lea, Finlanda a ales să nu mai provoace Uniunea Sovietică pe tărâmul politicii externe, reușind, în schimb, să-și salveze independența, instituțiile democratice și sistemul social.

### Doctrina Paasikivi
După semnarea Tratatului de Pace de la Paris din 1947, Finlanda a reușit să-și mențină sistemul democratic și parlamentar, în ciuda uriașei presiuni exercitate de URSS asupra politicii interne și externe a țării. Relațiile externe ale Finlandei erau ghidate de doctrina Paasikivi, care stabilise că era necesar să se mențină relații bune și pline de încredere cu Uniunea Sovietică. Pentru a ajunge la un asemenea rezultat, Finlanda a semnat, în aprilie 1948, Acordul de prietenie, cooperare și asistență mutuală cu URSS. În conformitate cu prevederile acordului, Finlanda era obligată să reziste la atacurile armate ale „Germaniei sau aliaților ei” îndreptate împotriva Finlandei sau Uniunii Sovietice, iar dacă era necesar să ceară ajutor militar sovietic. În același timp, acordul recunoștea dorința Finlandei de a rămâne în afara conflictelor dintre marile puteri, permițând, astfel, țării să adopte o politică de neutralitate în timpul Războiului Rece. De aceea Finlanda nu a participat la Planul Marshall și nu a luat nicio inițiativă față de acțiunile internaționale ale URSS. Prin păstrarea relațiilor cu NATO și cu puterile militare occidentale la un nivel foarte scăzut, Finlanda a putut, similar, să se eschiveze numeroaselor cereri ale sovieticilor de afiliere la Pactul de la Varșovia. 

### Autocenzura și excesiva "adaptarea sovietică"
Totuși, de pe scena politică de după radicalizarea post-1968, "adaptarea sovietică" a ajuns la nivelul editorilor din mass media, ducând la forme dezvoltate de autocenzură, autocontrol și atitudini prosovietice. Cea mai mare parte a elitei media și politice și-au schimbat atitudinea pentru a favoriza și aproba valorile pe care le ofereau sovieticii într-o măsură care este de multe ori considerată, în zilele noastre, că a depășit așteptările Moscovei. 
Funcționarii publici, politicienii și jurnaliștii au acceptat obiceiul ca, dacă erau preocupați de carierele lor, nu trebuie să discute despre nedreptățile suferite din partea sovieticilor, precum ar fi fost agresiunea din războiul de iarnă. Nu doar nedreptățile istorice erau trecute sub tăcere, dar și atrocitățile contemporane sovietice aveau parte de același tratament. De exemplu, soarta lui Alexandr Soljenițîn era cosmetizată în numele menținerii unor relații acceptabile între Finlanda și Uniunea Sovietică. 
Numai după venirea la putere a lui Mihail Gorbaciov, în 1985, a îndrăznit mass-media finlandeză să se apropie mai mult, din punct de vedere jurnalistic, de standardele din țările occidentale, fără să se mai teamă de presiunile guvernamentale.

## Poziții critice
Experții în politica externă din Statele Unite și-au exprimat, în mod constant, temerile ca nu cumva Europa Occidentală și Japonia să fie, la rândul lor, finlandizate, ceea ce ar fi dus la o situație foarte neplăcută pentru americani, în care aliații cei mai importanți nu ar mai fi sprijinit în mod necondiționat SUA împotriva URSS. Teoria părții învingătoare (bandwagoning – a căruței muzicanților) lansa ideea că, dacă SUA nu era capabilă să asigure un sprijin rapid și credibil pentru pozițiile anticomuniste ale aliaților lor, NATO și alianța americano-niponă pot să se destrame. 
Cunoscătorii politicii externe finlandeze au adus argumentul că cei care critică „finlandizarea” nu vor cu îndărătnicie să recunoască că țara scandinavă și-a câștigat pozițiile negociate după ce a rezistat eroic atacurilor sovietice din războiul de iarnă și războiul în continuare. Deși sovieticii nu au ajuns să se teamă de finlandezi, autoritățile de la Moscova au început să se comporte cu Finlanda cu aceeași grijă cu care erau abordate relațiile cu marile puteri. 
Parafrazându-l pe președintele Paasikivi, caricaturistul Kari Suomalainen a definit finlandizarea drept „arta de a te ploconi la răsărit atât de atent încât să nu se considere că arăți occidentului fundul.”